# The Haunting in Connecticut 2: Ghosts of Georgia
The Haunting in Connecticut 2: Ghosts of Georgia is een Amerikaanse bovennatuurlijke thriller/horrorfilm uit 2013 onder regie van Tom Elkins. Het verhaal is gebaseerd op getuigenissen van een familie die de gebeurtenissen echt zou hebben meegemaakt. Tijdens de aftiteling zijn foto's van de leden hiervan te zien.

## Verhaal
Lisa en Andy Wyrick verhuizen met hun dochtertje Heidi van Atlanta naar een huis op het platteland in Pine Mountain, dat ze voor een voordelige prijs konden krijgen. Vrijwel meteen na aankomst, meldt Lisa's zus Joyce zich. Ze heeft haar partner verlaten en zoekt woonruimte. Daarom trekt ze in een oude achtergelaten caravan in de tuin van haar zus en zwager.
Zowel Lisa als Joyce zijn helderziend, een gave die ze hebben geërfd van hun moeder. Waar Joyce dit omarmt, ontkent Lisa het bestaan van dit vermogen in alle toonaarden. Ze wil er niets over horen en slikt medicijnen om het zien van geestverschijningen te onderdrukken. Wanneer Heidi begint te vertellen over ontmoetingen die ze heeft met 'mensen' in de tuin, begrijpt Joyce dat ook zij de gave bezit. Het bewijs hiervoor wordt geleverd doordat Heidi op aanwijzingen van geestverschijning Mr. Gordy exact aanwijst waar er vroeger een schommel hing en waar er een kistje met geld begraven ligt in de tuin. Lisa blijft ontkennen. Ze wil haar dochter vrijwaren van alles wat met het paranormale te maken heeft.
Wanneer Pastor Wells van de lokale kerk de Wyricks bezoekt, vertelt hij ze dat hun huis plaatselijk een grote historische betekenis heeft. Op het landgoed bij het huis lag een van de stations van de Underground Railroad, een organisatie die slaven van het zuiden naar het vrije noorden hielp ontsnappen. Volgens de geestelijke behoorde het huis generaties toe aan geliefde en gastvrije mensen. Een uitzondering hierop vormde volgens hem alleen de laatste eigenaar, J.S. Gordy.
Heidi ontmoet de geesten van de vroegere slaven Nell en Levi. Zij wijzen haar de weg naar een ondergrondse ruimte in de tuin, waar stoffelijke overschotten van vroegere slaven liggen. Toen de man die hen daar verschool werd vermoord, kwamen zij daar opgesloten om van honger en dorst. Na de vondst en Heidi's verhaal dat Mr. Gordy haar heeft verteld dat ze weg moeten van het huis, besluit Andy dat hij zijn familie per direct vertrekken. Heidi's komst naar de ruimte, heeft alleen ook de kwaadaardige geest van Gordy's grootvader bevrijdt. Hij ving slaven op in de ondergrondse ruimte, maar liet ze vervolgens niet meer gaan. In plaats daarvan wachtte hij tot ze zo verzwakt waren dat hij ze makkelijk kon doden en gebruiken voor zijn hobby, taxidermie. Hij vormt de kwaadaardige entiteit, niet Gordy.
Terwijl Andy de auto vollaadt, houdt de boze geest huis. Hij bewerkt Joyce zodanig met naald en draad dat ze is uitgeschakeld en ontvoert Heidi naar zijn hol. Lisa is daardoor de laatste die in staat is de geesten van vroegere slaven en Underground Railroad-medewerkers te zien. Om gebruik te kunnen maken van hun aanwijzingen, stopt ze met het nemen van de medicijnen die haar vermogen om geesten te zien onderdrukken. Ze leiden Lisa naar een verborgen ondergrondse werkruimte van de grootvader van Gordy. Die staat vol met opgezette dieren en mensen, waaronder de lichamen van Nell en Levi.
Lisa vindt Heidi vastgebonden op een tafel. Ze maakt haar los en creëert een gat in het plafond van het hol, naar buiten. Ze heeft niet het vermogen om Heidi erdoor te tillen, maar iets trekt het meisje vervolgens door de opening. Wanneer Lisa zelf naar buiten probeert te klimmen, trekt de boze geest haar terug. Daarop verschijnt de geest van haar moeder, die haar al haar hele leven probeert te overtuigen om 'ze' toe laten. Hierop accepteert Lisa uiteindelijk het bestaan van haar gave. Dit zorgt ervoor dat de geesten van de ter plaatse omgekomen slaven en Underground Railroad-medewerkers zoveel sterker worden, dat ze de kwade geest kunnen vernietigen. Lisa probeert opnieuw door het gat te klimmen en wordt ditmaal net als haar dochter door iets naar boven geholpen. De hulp blijkt afkomstig van Mr. Gordy. Hij is goedaardig. Hij weerde tijdens zijn leven alleen mensen van het landgoed om te voorkomen dat de daden van zijn voorouders ontdekt werden.

### Epiloog
Heidi probeert te leren fietsen, maar heeft moeite recht op haar fiets te komen. Mr. Gordy verschijnt en houdt haar bagagedrager vast. Hierdoor vindt Heidi haar evenwicht en lukt het haar te fietsen. Mr. Gordy loopt vervolgens de horizon tegemoet. Nadat hij een laatste keer naar Heidi zwaait, verdwijnt hij in het luchtledige.

## Rolverdeling
- Abigail Spencer - Lisa Wyrick
- Emily Alyn Lind - Heidi Wyrick
- Chad Michael Murray - Andy Wyrick
- Grant James - Mr. Gordy
- Katee Sackhoff - Joyce
- Morgana Shaw - Lisa's moeder
- Lauren Pennington - Nell
- Jaren Mitchell Jaren - Levi
- Lance E. Nichols - Pastor Wells
- Cicely Tyson - Mama Kay
- Brad James - Prentiss